# Spend the Night
Spend the Night ist das fünfte Studioalbum der Punk- beziehungsweise Hard-Rock-Band The Donnas. Zugleich war es das erste, das auf einem Major-Label (Atlantic Records) erschien. Zudem war es die erste CD, die die Billboard 200 erreichte. In Europa erschien eine Version mit einem Bonustrack („Big Rig“).

## Stil
„Spend the Night“ klingt deutlich härter als die Vorgängeralben, deren Stücke eher schlicht gehalten waren. So enthält auf „Spend the Night“ jedes Lied ein Gitarrensolo. Durchgehend enthalten ist die typische Punk/Hard-Rock-Instrumentierung Gitarre, Bass, Schlagzeug.

## Artwork
Auf dem Cover sind die vier Bandmitglieder in einem holzverkleideten, unaufgeräumten Schlafzimmer zu sehen, drei von ihnen liegen beziehungsweise sitzen auf dem Bett. Links oben befinden sich in gelber Schrift leicht schräg der Bandname, unmittelbar darunter der Albumtitel. Im Booklet, das in unterschiedlichen Gelb- und Orangetönen gehalten ist, sind weitere Fotos der Band enthalten.

## Singles
Singleauskopplungen waren „Take it Off“, „Who invited You“ und „Too Bad About Your Girl“.

## Rezeption

### Rezensionen
Bei laut.de wird das Album negativ bewertet. Kritisiert wird vor allem, dass die Lieder musikalisch wenig abwechslungsreich seien. Der Stil wird als „Dixie Chicks auf E-Gitarre“ charakterisiert. Das Fazit der Rezension lauter folgendermaßen: „Die Donnas pushen sich aber auf stolze 14 Tracks und zeigen eindrucksvoll, wie langweilig Rockmusik im Jahr 2003 sein kann. Höchstens auf dem Highway mag das noch funktionieren. Volle Fahrt voraus ruft das Schlagzeug durchs ganze Album. Volle Fahrt in die Belanglosigkeit rufen ihre Songstrukturen. In Sachen Abwechslungsreichtum haben es diese Girls nicht so dicke – wenigstens da sind sie den Ramones noch gleichgeblieben.“
Eine etwas bessere Kritik erfuhr die CD bei Plattentests.de, die sechs von zehn Punkten vergab: „Mit "Spend the night" legen die Vier auf ihrem Majordebüt ein Album vor, das nichts weiter als gefällig ist. […] Letztendlich ist es die Unbekümmertheit und der druckvolle Sound, der einige der Tracks zu kleinen Hits macht. Da vergiß man schon mal schnell, wie durchschnittlich die Scheibe eigentlich ist.“
Markus Schleutermann von Rock Hard hingegen lobte das Album und gab 8,5 von zehn Punkten: „Auf den zweiten Blick geben sich die inzwischen volljährigen Ladies zudem durchaus selbstironisch ("I must have too many diet-cokes, I´m laughing at all your stupid jokes"). Musikalisch servieren sie uns spielfreudig vorgetragenen Rock´n´Roll, der mit viel guter Laune, klasse Soli und jeder Menge treffsicherer Hooklines punktet. […] Für mich ist "Spend The Night" eine prima Party-Platte, die die Rotzigkeit von Girlschool mit dem Charme von Molly Ringwald ("Breakfast Club") verbindet.“

### Chartplatzierungen
Das Album erreichte in den Vereinigten Staaten Platz 62 der Billboard 200.
| ChartsChartplatzierungen       | Höchstplatzierung | Wochen |
| ------------------------------ | ----------------- | ------ |
| Deutschland (GfK)              | 72 (1 Wo.)        | 1      |
| Vereinigte Staaten (Billboard) | 62 (26 Wo.)       | 26     |